# 2018年1月

## 1月1日
- 加利福尼亚州成为美国娛樂用大麻（recretional marijuana）合法化最大且人口最多的州份[1]。
- 沙特阿拉伯和阿联酋开始征收增值税[2]。

## 1月3日
- YouTube網路明星羅根·保羅就在日本青木原森林裡拍攝到一名自殺者的屍體後仍然有說有笑一事而作出道歉。[3]

## 1月4日
- 美國司法部長傑夫·塞申斯宣佈撤銷奥巴马时期不干预州政府将大麻合法化的政策[4]。
- 一家位於美國的私人公司表示，它們正準備重啟已停止一年的MH370客機搜尋工作。[5]

## 1月5日
- 中国愛狗人士包圍湖南省駐京辦事處以抗議2017年長沙警察打狗事件；因為環球時報「謠言惑眾」「用詞不當」的言論亦到人民日報社討要說法。

## 1月6日
- 當勞·特朗普就新書 《火與怒：特朗普白宮內幕》 （Fire and Fury: Inside the Trump White House）在社交網站推特作出反擊，指自己「精神狀況穩定」、「非常聰明」、並以第一次參選總統就當選為理由，指自己是一名「天才」。[6]
- 马来西亚《东方网》民调显示，大多数人表示支持该国前首相马哈迪·莫哈末再度出任首相[7]。

## 1月7日
- 伊朗當局以「防止西方文化侵略」為理由，禁止該國的公立和私立小學教英文。[8]
- 澳洲悉尼市是日溫度達到47.3 °C（117.1 °F），是自1939年以來最熱的一天。[9]
- 香港警察隊員佐級協會就朱經緯案發表聲明，指判決對警務人員的士氣帶來極大影響，並醞釀按章工作，集會和遊行等嘩變行為。[10]

## 1月9日
- 美國前白宫首席策略师斯蒂芬·班農宣佈辭去布賴特巴特新聞網执行主席一职。[11]
- 洪都拉斯天鹅群岛附近的加勒比海海域发生Mw7.6级地震。太平洋海啸预警中心一度发布海啸提醒，并于其后监测到最大波高为0.19米的海啸。[12]

## 1月10日
- 美国国务院发布新的旅游警示，将中国列为第二级别的提高警觉国家，指出当局有“广泛的能力禁止旅客离开中国”[13]。

## 1月11日
- 厄瓜多爾外交部長埃斯皮諾薩證實，一直藏身厄瓜多爾駐英大使館的維基解密創辦人阿桑奇（Julian Assange），上月獲厄瓜多爾批准入籍[14]。

## 1月12日
- 2018年捷克總統選舉開始首輪投票。[15]
- 《华尔街日报》报道了成人电影女演员史多美·丹尼尔斯和美国总统唐纳德·特朗普的个人律师科恩在2016年美国总统选举前签署了保密协议。此后，史多美·丹尼爾-唐納德·特朗普醜聞引发了媒体广泛的报道。

## 1月13日
- 美國夏威夷州當局在當地時間上午8時許錯誤發出彈道飛彈警報，大量居民隨即緊急疏散，當局在發現誤報後發佈先前警報是誤報的訊息，但手機用戶在收到錯誤警報超過30分鐘後始收到當局發出澄清是誤報的新訊息。[16]

## 1月14日
- 於2018年1月6日在东海撞船後陷入大火的伊朗油輪「桑吉號」突然爆燃，在沉沒之後，裝載的油料造成附近海域嚴重汙染。[17]
- 秘鲁阿亚库乔大区卢卡纳斯省普基奥发生Mw 7.1级强烈地震，至少造成2人死亡、65人受伤[18]。

## 1月15日
- 俄羅斯中部城市彼爾姆（Perm）第127學校被兩名被指是「科倫拜恩迷」的青年持刀施襲，共造成15人受傷，兩人事後被捕[19]。

## 1月16日
- 羅馬尼亞總統克劳斯·约翰尼斯批准總理米哈伊·圖多塞辭職，並任命國防部長米哈伊·菲福爾暫代總理職務[20]。
- 美国司法部表示，前CIA特工李振成（Jerry Chun Shing Lee）涉嫌帮助中国确认中情局在华线人而被逮捕，弗吉尼亚州北部的联邦法院指控其非法保留国防信息[21]。

## 1月17日
- 「特朗普稅改」生效後，美國蘋果公司宣佈計劃把該公司存放於海外的大量現金匯返美國，預計將需向美國政府繳交約380億美元稅款，外界估計涉及現金約2500億美元[22][23]。
- 法國總理愛德華·菲利普宣佈，五十多年前計劃興建的朗德聖母機場，由於紛爭無法解決而正式放棄。[24]

## 1月18日
- 一輛巴士在哈萨克斯坦阿克托别州行駛時起火焚燒，造成車上52人喪生，只有5人成功逃生[25]。
- 韓國歌手善美推出新作《Heroine》後，音源一釋出便登上七大音樂排行榜冠軍，並引起網民討論抄襲爭議。[26]。

## 1月19日
- 美國貿易代表處（USTR）發表年度報告，指控中國和俄羅斯都沒履行原本加入世界貿易組織（WTO）所做承諾，代表萊特海澤（Robert Lighthizer）在新聞稿中表示，中俄兩個經濟體不打算開放市場的公平貿易與准入，這違反WTO原則[27]。
- 有「日本音樂教父」之稱的59歲日本音樂製作人小室哲哉，因涉嫌不倫關係醜聞騷動，為了專心照顧妻子，宣佈停止一切「自發的音樂活動」。[28][29]

## 1月20日
- 由於美国参议院未能於1月19日晚上12時之前通過臨時預算法案，美國聯邦政府除必要部門之外，大部分聯邦機構於1月20日開始暫停運作，數十萬聯邦政府僱員被迫停薪休假[30]。
- 敘利亞政府軍從反對派手上收復位於伊德利卜省東部的阿布杜胡尔空軍基地[31]。
- 在土耳其地面炮火和空軍支援下，獲土耳其支持的「自由敘利亞軍」進攻由敘利亞庫爾德族「人民保護部隊」控制的阿夫林州[32]。
- 美國領導的聯軍空襲位於叙利亚東部的一處「伊斯兰国」指挥中心，殺死約150名武裝分子[33]。

## 1月21日
- 阿富汗首都喀布尔的洲際酒店在1月20日遭到塔利班武裝分子襲擊，安全部隊於1月21日攻入酒店救出被困人員，至少14名外國人在襲擊中喪生[34]。

## 1月22日
- 教宗方济各（Pope Francis）完成对南美洲的访问，并在返程飞机上召开记者会，为上周批评智利民众的言论而向性虐待受害者表示道歉[35]。
- 前世界足球先生乔治·维阿宣誓就任利比里亚總統[36]。
- 2018年1月美国联邦政府停摆事件：美國國會通過臨時預算法案，讓聯邦政府恢復運作直至2月8日[37]。

## 1月23日
- 美国阿拉斯加州太平洋沿岸发生8.2级强烈地震[38]。
- 美国电影艺术与科学学院公布第90屆奧斯卡金像獎各個獎項的提名名单[39]。
- 韓國高等法院就朴槿惠政府文藝界黑名單案作二審判決，前文化體育觀光部長趙允旋及青瓦台前幕僚長金淇春，因濫權分別被判囚兩年及4年[40]。

## 1月26日
- 韓國密陽市世宗醫院發生大火，造成至少37人喪生[41]。
- 2018年捷克總統選舉開始次輪投票[42]。

## 1月27日
- 阿富汗首都喀布尔一栋政府大楼外發生自殺式汽車炸彈爆炸，造成至少95人喪生，塔利班承認責任[43]。
- 西班牙憲法法院裁定，流亡比利時的加泰隆尼亞自治區前主席普伊格德蒙特（Carles Puigdemont）必須親身到議會宣誓，才能就任自治區主席，變相阻止他遙距施政[44]。

## 1月28日
- 国际奥林匹克委员会最終批准169名俄羅斯運動員參加2018年冬季奥林匹克运动会[45]。
- 2018年芬蘭總統選舉進行首輪投票，時任總統绍利·尼尼斯托得票超過6成成功連任[46]。
- 2018年賽普勒斯總統選舉進行首輪投票，由於無參選人取得過半數票，需要於2月4日進行次輪投票[47]。
- 基里巴斯一艘超載渡輪於1月18日從諾諾烏蒂環礁出發後沉沒。紐西蘭皇家空軍於1月28日尋獲一艘來自該船的小艇並提供援助，該艇上有7人，渡輪上的其餘95人喪生[48][49]。
- 第60届格莱美奖頒獎典禮在美國紐約市麦迪逊广场花园舉行[50]。
- 俄羅斯東部城市海參崴、新西伯利亞、鄂木斯克等市先舉行杯葛3月18日總統大選的示威，反對派預計全國100個城市會響應，表示大部分城市已取得集會批准，但莫斯科和聖彼得堡未獲當局准許示威。官方報稱逾50市有示威，消息指最少250人被捕[51]。

## 1月29日
- 北韓取消原定平昌冬季奥运前由兩韓艺术家共同进行文化表演的节目，事由其不满南韩媒体的报导[52]。
- 維奧麗卡·登奇勒宣誓就任罗马尼亚总理[53]。

## 1月30日
- 中華民國總統蔡英文成為中華民國史上第一位接見年度職棒總冠軍的元首。[54]
- 也门南方過渡委員會武裝分子擊敗哈迪政府部隊，取得哈迪政府臨時首都亞丁的控制權[55]。